# Navia pauciflora
Navia pauciflora är en gräsväxtart som beskrevs av Lyman Bradford Smith. Navia pauciflora ingår i släktet Navia och familjen Bromeliaceae. Inga underarter finns listade i Catalogue of Life.